# Lys (Pirenéus Atlânticos)
Lys é uma comuna francesa na região administrativa da Nova Aquitânia, no departamento dos Pirenéus Atlânticos. Estende-se por uma área de 15,67 km². Em 2010 a comuna tinha 333 habitantes (densidade: 21,3 hab./km²).